# François-Xavier Cattiaux
Pour les articles homonymes, voir Cattiaux.
François-Xavier Cattiaux, né à Haynecourt le 14 octobre 1821 et mort à Paris le 27 août 1898, est un médecin et homme politique français.

## Biographie
François-Xavier Cattiaux est le fils d'Adélaïde Pezé et de Jean-Baptiste Cattiaux, journaliers.
Après avoir été employé dans une maison de commerce, François-Xavier Cattiaux étudie la médecine à Paris et devient officier de santé en 1845. Il est établi à Gouzeaucourt sous la Deuxième République française. Militant républicain démocrate-socialiste, il fonde une bibliothèque populaire et des sociétés de secours mutuels. Il fait campagne dans le nord du pays (notamment à Metz-en-Couture et Hendecourt) à l'occasion des élections législatives de 1849. Le 22 mai 1850, un mandat d'arrestation est lancé contre lui après une rixe politique dans un cabaret de Gouzeaucourt. À la suite du Coup d'État du 2 décembre 1851, il est arrêté et incarcéré pendant plusieurs jours à la citadelle de Cambrai.
Libéré grâce à l'intervention du docteur Ruelle, Cattiaux s'installe à Belleville (commune annexée à Paris après 1859) pour y exercer la médecine. Nommé chirurgien-major du 114e bataillon pendant la Guerre franco-allemande, il organise des ambulances pendant les deux sièges de la capitale. Apprécié pour son dévouement et sa participation à des œuvres philanthropiques, il brigue dès 1876 le siège de conseiller municipal du quartier d'Amérique.
Battu au second tour, avec 632 voix contre 798, par l'opportuniste Charles Hérisson en 1876, Cattiaux est élu dès le premier tour, le 6 janvier 1878, face à l'opportuniste Demombynes, avec 860 voix contre 670. Réélu au premier tour des scrutins de 1881, 1884 et 1887, il est réélu au second tour le 4 mai 1890, avec 1 576 voix contre 916 au blanquiste boulangiste Morin. Cattiaux est finalement battu à l'issue de l'élection municipale de 1893 : arrivé en tête au premier tour (1 296 voix), devant le socialiste possibiliste broussiste Médéric Picau (883), le socialiste possibiliste allemaniste Warnault (458), l'opportuniste Surugue (387) et le clérical Devigne (309), il est vaincu au second tour par Picau. Ayant bénéficié des désistements de Warnault et de Surugue en sa faveur, Médéric Picau a en effet obtenu 1 701 suffrages, contre 1 312 au conseiller municipal sortant.
Au cours de ses quinze ans de mandat, Cattiaux, président de la commission de bienfaisance, se signale par ses convictions sociales et son intérêt pour les institutions d'assistance publiques, et notamment pour les crèches. En 1878, il fonde et préside la Société laïque d'appui fraternel. Franc-maçon (initié en 1853 puis vénérable de la loge de la Ligne droite et fondateur d'un orphelinat maçonnique), libre-penseur et farouchement anticlérical, il milite pour la laïcisation des écoles et des hospices. Radical-socialiste intransigeant, il participe en 1887 à la fondation du groupe autonomiste-socialiste, qui reproche au groupe radical autonomiste sa modération sur la question sociale.
Lors des élections législatives de 1889, le radical-socialiste Cattiaux se présente dans la deuxième circonscription du 19e arrondissement de Paris. Il arrive second au premier tour, avec 902 voix, devant le possibiliste Stylite-Alexandre Paulard (822 voix) et les radicaux Louis Reygeal (580) et Gruhier (483), mais il est nettement devancé par le blanquiste boulangiste Ernest Granger (2 189). Malgré les désistements de Paulard, Reygeal et Gruhier en sa faveur, Cattiaux est battu, avec 182 voix d'écart, par Granger.
Cattiaux meurt des suites d'une embolie le 27 août 1898 en son domicile du no 9 bis de la rue Albouy. Ses obsèques civiles ont le lieu deux jours plus tard au cimetière du Père-Lachaise. Le deuil est conduit par son fils, Eugène Cattiaux, et par son gendre, le sculpteur Émile Salmon (père d'André Salmon).